# Manoir du Follet
Le manoir de Follet est un manoir inscrit à titre de monument historique situé à Saint-Pierre-du-Lorouër, dans la région historique du Maine (actuellement dans le département de la Sarthe), en France.

## Historique
Follet était un fief du Lorouër.
En 1489, noble homme Michel Le Jeune, écuyer, seigneur de Follet, rend hommage à la châtellenie de Château-du-Loir pour ses terres de Monteaux et de Follet. En 1707, Emery de Malherbe est dit seigneur de Follet.
Deux familles ont possédé le domaine depuis le Moyen Âge : d'abord les Lejeune de Malherbe, dont le dernier descendant, Charles-Hercule Lejeune de Malherbe, chevalier mais ruiné, qui a vendu tous les biens en 1752, puis la famille Lefebvre, grâce à l'achat de Follet par Jean Lefebvre, fermier-général du prieuré de Saint-Vincent-du-Lorouër.
Sa fille, Jeanne Françoise Lefebvre, épouse vers 1765 René François Prudhomme, conseiller du roi, président du siège présidial du Mans, puis subdélégué de l'intendant de Tours, qui se titre seigneur de Follet lors du baptême des cloches de l'église de Saint-Christophe-en-Champagne. Il y mourra en novembre 1800, à l'âge de 64 ans environ.
Le manoir a ensuite été habité à partir de son mariage en 1804 par son fils aîné René-Jean-François Prudhomme de La Boussinière qui devient maire de Saint-Pierre-du-Lorouër, puis il passa à son fils Adolphe Prudhomme de La Boussinière qui y est né en 1807 et qui est mort en 1885 sans laisser d'enfant.
Le manoir passe entre les mains d'Olivier Prudhomme de La Boussinière (1820-1907), fils du frère cadet de René-Jean-François et est actuellement propriété de la famille Lunet de Lajonquière qui en hérita via Germaine Prudhomme de La Boussinière (1904-1973), petite-fille d'Olivier.

## Protection
L'édifice est inscrit au titre des monuments historiques le 20 septembre 1928.